# Bayerische Verwaltungsschule

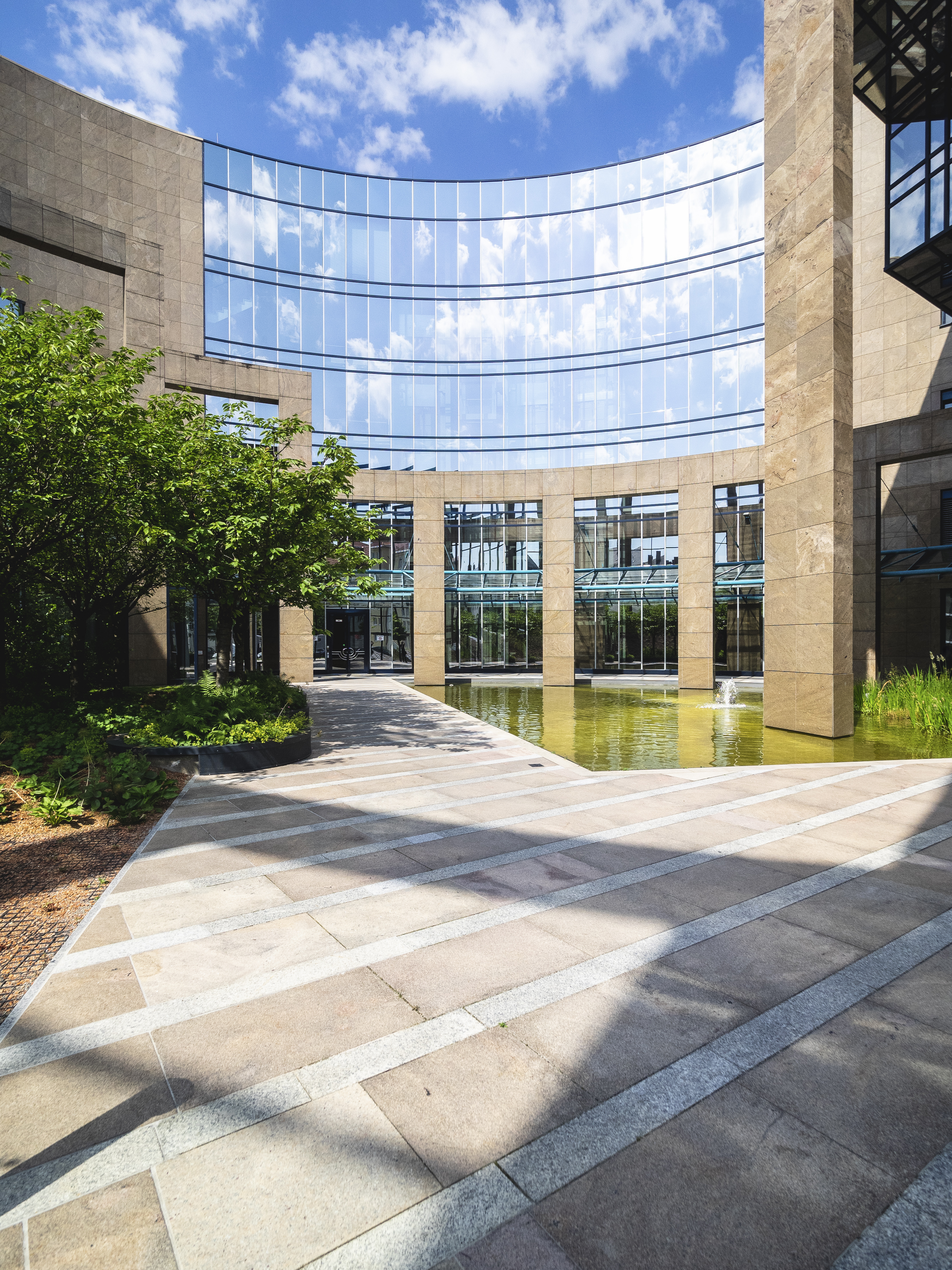
Geschäftsstelle und Bildungszentrum der BVS in München

Die Bayerische Verwaltungsschule (BVS) mit Sitz in München wurde 1920 gegründet. Sie hat den gesetzlichen Auftrag, den öffentlichen Dienst in Bayern aus-, fort- und weiterzubilden. Träger der Körperschaft des öffentlichen Rechts sind der Freistaat Bayern, die bayerischen Gemeinden, Landkreise und Bezirke. Sie nehmen ihre Rechte durch ihre Vertreter im Verwaltungsrat wahr.
Die Kernaufgaben sind im Gesetz über die Bayerischen Verwaltungsschule niedergeschrieben und umfassen die Aus- und Fortbildung für die Träger und andere Organisationen.
Darüber hinaus ist sie zuständige für die Ausbildung in verschiedenen Berufen, darunter:
1. Verwaltungsfachangestellte
2. Kaufleute für Büromanagement (KfB)
3. Verwaltungsfachkräfte (BLI)
4. Verwaltungsfachwirte (BL II)
5. Fachangestellte für Bäderbetriebe
6. Fachkräfte für Abwassertechnik
7. Fachkräfte für Wasserversorgungstechnik
8. Fachkräfte für Kreislauf- und Abfallwirtschaft und
9. Fachkräfte für Rohr-, Kanal- und Industrieservice in Bayern

Außerdem ist die BVS zuständig für die fachtheoretische Ausbildung und Prüfung in der zweiten Qualifikationsebene nichttechnischer Verwaltungsdienst, Fachlaufbahn Verwaltung und Finanzen (QE2).
Die BVS betreibt eigene Bildungszentren mit Tagesbetrieb in München und Nürnberg, und im Hotelbetrieb in Holzhausen am Ammersee, Lauingen (Donau) und Neustadt an der Aisch. Darüber hinaus ist sie an den Regionalstandorten in Augsburg, Bayreuth, Dingolfing, Landshut, Regensburg, Rosenheim und Würzburg vertreten.
Vorstand der Körperschaft ist seit 1. April 2024 Hans-Christian Witthauer, seine Vorgängerin war seit 2018 Monika Weinl; ihr Vorgänger war Michael Werner. Den Vorsitz im Verwaltungsrat führt Hans-Peter Mayer, Geschäftsführendes Präsidialmitglied des Bayerischen Gemeindetages.
Die Bayerische Verwaltungsschule ist Mitglied im Bundesverband der Verwaltungsschulen und Studieninstitute (BVSI).
Die Bayerische Akademie für Verwaltungsmanagement (BAV) ist eine Tochtergesellschaft der BVS, die Führungskräfte und Organisationen in der öffentlichen Verwaltung berät und qualifiziert. Die Geschäftsführung haben Jürgen Busse und Roswitha Pfeiffer inne.